# South River (vattendrag i Ontario)
South River är ett vattendrag i Kanada.   Det ligger i provinsen Ontario, i den sydöstra delen av landet, 300 km väster om huvudstaden Ottawa.
I omgivningarna runt South River växer i huvudsak blandskog. Runt South River är det mycket glesbefolkat, med 3 invånare per kvadratkilometer.